# Omer Bartov
Omer Bartov (em hebraico, עֹמֶר בַּרְטוֹב; Ein HaHoresh, 17 de abril de 1954) é um historiador contemporâneo israelense, professor de História Europeia e Estudos Alemães na Universidade Brown, Estados Unidos. Especializou-se no estudo do Holocausto (Shoah), em particular sobre o papel da Wehrmacht nos territórios do Leste Europeu. Seu ensaio sobre o Exército de Hitler, publicado em 1991 e traduzido em várias línguas, é uma obra de referência.
É filho do famoso escritor israelense Hanoch Bartov. Entre as suas principais influências estão os professores  Saul Friedländer, da Universidade de Tel-Aviv, e Dr. Tim Mason, da Universidade de Oxford. Fora da academia, além do seu pai, Omer apontou a escritora Ilona Karmel, que é uma sobrevivente do Holocausto.

## Biografia
Nascido no kibutz Ein HaHoresh, na região de Sharon (Israel), Israel, em uma família judia originária de Boutchach, na Ucrânia, de onde emigrou para o Mandato da Palestina na década de 1930, Omer Bartov recebeu sua educação na Universidade de Tel-Aviv e no St Antony's College da Universidade de Oxford (1983). Tornou-se então professor da Universidade Harvard, diretor de estudos da Maison des Sciences de l'Homme, em Paris; depois, professor da Universidade Rutgers e da Universidade Brown. É membro da Academia Americana de Artes e Ciências desde 2005.
Como estudioso da Segunda Guerra Mundial, Bartov argumentou contra o mito de uma Wehrmacht de mãos limpas, um estereótipo que fazia do exército de Hitler uma entidade politicamente neutra, com pouca suspeita de crimes de guerra ou crimes contra a humanidade. Em suas obras A Frente Oriental, 1941-1945 e O Exército de Hitler, ele demonstrou que, ao contrário, o exército do Terceiro Reich, com sua "disciplina pervertida" foi uma instituição essencialmente nazista e que desempenhou um papel crucial no assassinato de judeus nos territórios ocupados da União Soviética.
Bartov é considerado um dos líderes, no seu campo de pesquisa. O jornal nova-iorquino The Forward o vê como um dos principais pesquisadores da história dos judeus da Galícia.
Analisando as ligações entre guerra total e genocídio, é autor de Murder in Our Midst, Mirrors of Destruction e Germany's War and the Holocaust. Em The "Jew" in Cinema: From The Golem to Don't Touch My Holocaust, ele investiga a reciclagem de representações antissemitas através do cinema.

## Posições acerca da política de Israel nos Territórios Ocupados
Em agosto de 2023, Omer Bartov assumiu uma posição contra a política do Estado de Israel nos territórios ocupados, ao assinar, juntamente com mais de 1.500 acadêmicos e figuras públicas israelenses e palestinas, uma carta aberta segundo a qual Israel estava aplicando "um regime de apartheid" nos  Territórios Palestinos Ocupados.
Em novembro de 2023, ele ainda considerava que não havia prova de genocídio: em sua opinião, a intenção genocida já havia sido estabelecida, mas ainda havia tempo para impedir que Israel permitisse que suas ações degenerassem em genocídio..
Mas em agosto de 2024, Omer Bartov afirmou, em artigo de opinião publicado pelo jornal inglês The Guardian, que pelo menos desde a ofensiva em Rafah, em 6 de maio de 2024, durante a Guerra de Gaza, Israel estava "envolvido em crimes de guerra sistemáticos, crimes contra a humanidade e atos genocidas". Nele, ele traça um paralelo entre a retórica de doutrinação disseminada dentro da exército alemão durante a guerra contra a URSS e a retórica de doutrinação do exército israelense para a Guerra de Gaza..
Em 15 de julho de 2025, Bartov publicou outra coluna, intitulada "I'm a Genocide Scholar. I Know It When I See It", no jornal The New York Times, na qual  ressalta que, no caso da Palestina, a natureza intencional da destruição de um grupo nacional - definição de genocídio - foi expressa publicamente por muitas autoridades e líderes israelenses. Ele afirma que, na esteira desse genocídio, o aumento da intolerância, do ódio racial, do populismo e do autoritarismo ameaça os valores universais, e que o genocídio nazista é constantemente invocado pelo governo israelense para ocultar os crimes de seu exército. Por tudo isso, ele expressou o temor de que, como resultado, a memória da Shoah possa perder seu caráter de chamado à justiça universal e alerta para toda a humanidade. 

## Publicações selecionadas

### Obras traduzidas para o francês
- L'Armée d'Hitler. La Wehrmacht, les nazis et la guerre, Paris, Hachette Littératures, « Pluriel », 1999ISBN 2-01-279151-4.
- Anatomie d'un génocide. Vie et mort dans une ville nommée Buczacz, Paris, Plein Jour, 2021 ISBN 978-2-37067-056-4.

### Livros em inglês
- The Eastern Front, 1941-1945: German Troops and the Barbarization of Warfare, Palgrave Macmillan, 2001.
- « Historians on the Eastern Front Andreas Hillgruber and Germany's Tragedy », dans Tel Aviver Jahrbuch für deutsche Geschichte, volume 16, 1987, p. 325-345.
- Hitler's Army: Soldiers, Nazis, and War in the Third Reich, Oxford Paperbacks, 1992.
- Murder in Our Midst: The Holocaust, Industrial Killing, and Representation, Oxford University Press, 1996.
- Mirrors of Destruction: War, Genocide, and Modern Identity, Oxford University Press, 2002.
- Germany's War and the Holocaust: Disputed Histories, Cornell University Press, 2003.
- The “Jew” in Cinema: From The Golem to Don't Touch My Holocaust, Indiana University Press, 2005.
- Erased: Vanishing Traces of Jewish Galicia in Present-Day Ukraine, Princeton University Press, 2007 ISBN 978-0-691-13121-4. Paperback 2015 ISBN 9780691166551.[16]
- Anatomy of a Genocide: The Life and Death of a Town Called Buczacz, New York, Simon & Schuster, 2018.  400 s. ISBN 1451684533, 978-1451684537.

## Prêmios e honrarias
- Fellow, Center for Advanced Study in the Behavioral Sciences, Stanford University, Califórnia.
- Berlin Prize Fellowship, American Academy em Berlim, semestre da primavera de 2007.[17]
- Membro da Academia Americana de Artes e Ciências, (2005).[18]
- Convidado do Director Fellowship, International Research Center for Cultural Studies (IFK), Viena (Junho de 2004)
- Bolsa John Simon Guggenheim (2003–2004).
- Radcliffe Institute for Advanced Study Fellow, Harvard University (2002–2003).
- National Endowment for the Humanities Fellowship for University Teachers (1996-1997).
- Fraenkel Prize in Contemporary History do Institute for Contemporary History and Wiener Library, Londres, pelo livro Murder in Our Midst (1995).
- Raoul Wallenberg Professor de Direitos Humanos e Senior Fellow, Rutgers Center for Historical Analysis, Rutgers University (1992–94).
- Diretor de Estudos, Maison des Sciences de l'Homme, Paris (1990).
- Junior Fellow, Society of Fellows, Universidade Harvard (1989-1992).
- Bolsa do Governo Francês na Biblioteca Nacional, Paris (1988).
- Alexander von Humboldt Fellow, Alemanha e França (1985–86, 1987, 1990, 1994).
- Bolsa do Governo Francês na Escola de Idiomas FIAP em Paris (1985).
- Visiting Fellow, Davis Center for Historical Studies, Princeton University (1984)
- Bolsa da Fundação Rothschild em apoio aos estudos na Universidade de Oxford (1981-1982).
- Bolsa de Pesquisa, Serviço Alemão de Intercâmbio Acadêmico (DAAD), para trabalho em arquivos alemães (1981).
- Research Fellowship, German Historical Institute, Londres, para trabalho em arquivos alemães (1980).
- President's Fellowship, Universidade de Tel-Aviv, Israel, em apoio ao ensino na Universidade de Oxford (1980–1983).
- Bolsa Fulbright para estudos como candidato a Ph.D. na Universidade de Stanford (1979).
- Bolsa DAAD no Goethe Institute em Murnau, Baviera, Alemanha (1979).
- Certificado de Mérito Excepcional do Reitor da Universidade de Tel-Aviv (1978).
- Certificado de Mérito Excepcional do Reitor da Universidade de Tel-Aviv (1977).

### Artigos relacionados
- Crimes de guerra da Wehrmacht
- Mito da Wehrmacht inocente